# زبان مینه
زبان مِینه زنجیره‌ای از زبان‌های بهم‌پیوستهٔ بانتو در گابن است که توسط ۴۶ هزار نفر سخن‌گفته می‌شود.